# 純真年代 (歌曲)
《純真年代》是美国創作歌手泰勒絲的一首歌曲，收录于她的第3张录音室专辑《爱的告白》中。歌曲据称为回应肯伊·威斯特在2009年MTV音乐录影带大奖抢麥克風事件争议所作。泰勒絲在2010年MTV音樂錄影帶大獎表演了这首歌曲以表达对此争议的搁置。歌曲获得了乐评褒贬不一的评价，并获得了一般的商业成绩。在《爱的告白》发行之后，歌曲分别空降加拿大百强单曲榜和美国《告示牌》百强单曲榜第53名和27名。

## 背景与创作
《純真年代》是一首受軟式搖滾和乡村摇滚风格影响的抒情歌曲，时长5分02秒。歌曲稀疏的伴奏呼应了纯真的主题，其歌词谈论了一个人虽然在人生中犯了错误，但他“依然是纯真的”。歌词“时间会冲刷一切 / 你会有个全新的九月”（time turns flames to embers / You'll have new Septembers）和“从今开始改过自新永远不晚”（Today is never too late to be brand new）表达了宽恕的主题。
在《爱的告白》的专辑内页中，泰勒絲解释道，专辑中的每一首歌都是写给自己身边的人的，这些歌都“叙说了我打算私下告诉他们的事情。”她特别指出专辑中的一首歌曲表达了自己对“一个在全世界注目下说错话的人的原谅”，并提到了2009年MTV音樂錄影帶大獎发生的抢麥克風争议事件。公众也发现了这一事件与《純真年代》歌词中的对应之处。例如歌词中的“九月”（2009年MTV音乐录像带大奖的举办时间）和“成熟永远不定格在三十二岁”（抢走泰勒絲麥克風的饒舌歌手肯伊·威斯特当时的年龄）。在接受《纽约》的采访时，泰勒絲表示她清楚大家“都想自己写一首关于（威斯特）的歌，”因此她感觉是该“给”他写首歌。

## 乐评
歌曲获得了乐评褒贬不一的评价。《华盛顿邮报》的艾莉森·斯图尔特认为，《純真年代》是“被动挑衅歌曲的一首小杰作”。《HitFix》的梅琳达·纽曼赞扬了歌曲以其“美妙的”歌词平衡了私人细节内容和对大众的吸引力，但批评了泰勒絲的声音表达，并给予歌曲的演唱B级评分。
《偏锋杂志》的乔纳森·基夫对歌曲持负面评价，他表示歌曲就像一次“高傲而神气十足的布道”，“有点虚伪，因为她（泰勒絲）以写一些戳人要害的歌曲出名。”
乡村音乐记者与《CMT》编辑指导切特·菲利波表示对泰勒絲的表现感到不意外，称：“大家都在等着看她会做什么，她根据自己的的生活经历写歌，这就是她的做法。”谈及歌曲，菲利波称其混合了原谅、宽恕和少许的惋惜的情感，评论道“这首歌不是独特的。一些乡村音乐詞曲作家也会写这样的歌，但通常这些歌都是关于自己的，而不是关于别人的。”

## 榜单排行
| 榜单（2010年）               | 最高 排位 |
| ---------------------------- | --------- |
| 加拿大（Canadian Hot 100）   | 53        |
| 美国（《告示牌》百大單曲榜） | 27        |